# Milichia ludens
Milichia ludens is een vliegensoort uit de familie van de Milichiidae. De wetenschappelijke naam van de soort is voor het eerst geldig gepubliceerd in 1847 door Wahlberg.